# Kappainsel
Die Kappainsel (englisch Kappa Island) ist eine 850 m lange Insel im Palmer-Archipel westlich der Antarktischen Halbinsel. Sie liegt in der Gruppe der Melchior-Inseln unmittelbar südlich der Betainsel und östlich der Theta-Inseln.
Wissenschaftler der britischen Discovery Investigations kartierten sie 1927 und benannten sie in Anlehnung an die Benennung der weiteren Inseln der Gruppe nach dem griechischen Buchstaben Theta. Bei argentinischen Expeditionen in den Jahren 1942, 1943 und 1948 wurde sie vermessen. In Argentinien ist die Insel auch als Isla 1er Teniente López bekannt. Namensgeber hier ist der Pilot José Facundo López von der Fuerza Aérea Argentina, der 1951 den ersten Flug in die Antarktis unter argentinischer Federführung unternahm.